# Conciliazione
Conciliazione is een metrostation in de Italiaanse stad Milaan dat werd geopend op 1 november 1964 en wordt bediend door lijn 1 van de metro van Milaan.

## Ligging en inrichting
Het ondiep gelegen zuilenstation ligt onder het Piazza Conciliazione en behoort tot de 21 initiële stations van de Milanese metro. Het is gebouwd naar het standaardontwerp met de Milanese methode. De verdeelhal direct boven de sporen wordt ondersteund door een rij zuilen tussen de sporen. De verdeelhal, met toegangspoortjes en een kantoortje voor de stationsopzichter, kent toegangen aan de west en zuidkant van het plein. In verband met de 500e sterfdag van Leonardo da Vinci wordt het station sinds 2018 afgeroepen als Conciliazione-Cenacolo Vinciano als verwijzing naar het gelijknamige museum ongeveer 350 meter ten zuidoosten van het station, waar het laatste avondmaal te bewonderen is.